# Okres Inowrocław
Okres Inowrocław (polsky Powiat inowrocławski) je okres v polském Kujavsko-pomořském vojvodství. Rozlohu má 1224,94 km² a v roce 2019 zde žilo 159 814 obyvatel. Sídlem správy okresu je město Inowrocław.

## Gminy
Městská:
- Inowrocław

Městsko-vesnické:
- Gniewkowo
- Janikowo
- Kruszwica
- Pakość

Vesnické:
- Dąbrowa Biskupia
- Inowrocław
- Rojewo
- Złotniki Kujawskie

## Města
- Inowrocław
- Gniewkowo
- Janikowo
- Kruszwica
- Pakość

## Sousední okresy
| Růžice kompasu | Bydhošť | Bydhošť, Toruň   | Toruň       | Růžice kompasu |
| Růžice kompasu | Żnin    | Sever            | Aleksandrów | Růžice kompasu |
| Růžice kompasu | Żnin    | Okres Inowrocław | Aleksandrów | Růžice kompasu |
| Růžice kompasu | Żnin    | Jih              | Aleksandrów | Růžice kompasu |
| Růžice kompasu | Mogilno | Konin            | Radziejów   | Růžice kompasu |